# 大久保達也
大久保 達也（おおくぼ たつや）は、日本の工学者。東大教授（理事・副学長）。第55代大学院工学系研究科研究科長・工学部長。ゼオライトの研究で知られる。

## 経歴
- 1960年07月　東京に生まれる
- 1983年03月　東京大学工学部化学工学科卒業
- 1988年03月　東京大学大学院工学系研究科化学工学専攻博士課程修了、工学博士
- 1988年04月　九州大学 助手（工学部応用化学科）
- 1991年03月　東京大学 助手（工学部総合試験所）
- 1993年06月　California Institute of Technology, Visiting Associate
- 1994年04月　東京大学　助手（工学部化学システム工学科）
- 1994年08月　東京大学　講師（工学部化学システム工学科）
- 1997年10月　東京大学助教授（大学院工学系研究科化学システム工学専攻）
- 2006年04月　東京大学教授（大学院工学系研究科化学システム工学専攻）
- 2012年04月　総括プロジェクト機構「プラチナ社会」総括寄付講座 教授（兼務）
- 2017年04月　東京大学大学院工学系研究科研究科長・工学部長
- 2020年04月　東京大学理事・副学長

## 研究
ゼオライト、メソポーラスシリカの合成法・製造法の開発、実社会への応用に関する研究で世界的に知られる。また近年では、環境・医療分野での分野横断型の研究も行っている。

## 受賞
- 1992年度　化学工学会　奨励賞
- 2009年度　化学工学会　研究賞
- 2012 Distinguished Lecture in Chemical Engineering, 広島大学